# Cuenca del Okavango

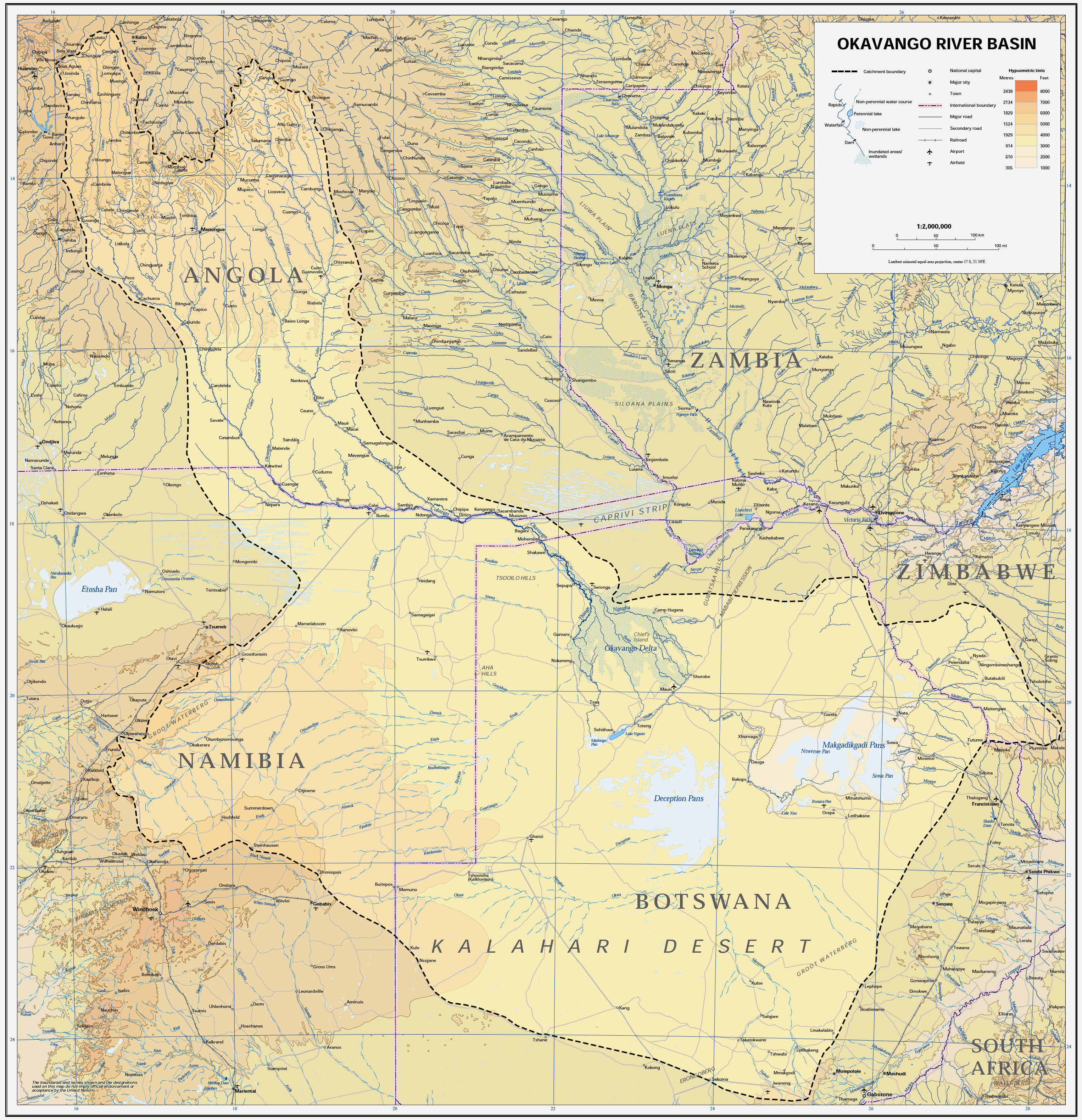
Mapa de la cuenca del Okavango

La cuenca del Okavango, también conocida como depresión del Kalahari, cuenca del Kalahari o cuenca del Makgadikgadi, es una cuenca endorreica y una gran zona de tierras bajas que cubre aproximadamente 725 293 km² (280 035,9 mi²) principalmente en Botsuana y Namibia, pero también en partes de Angola, Sudáfrica, Zambia y Zimbabwe, en África austral. La característica física más destacada de la cuenca, y que ocupa su región central, es el gran desierto de Kalahari.
La perenne bifurcación de Selinda (o río Magweggana), en el río Cuando, conecta la cuenca del Kalahari con la cuenca del Zambeze.

## Características generales

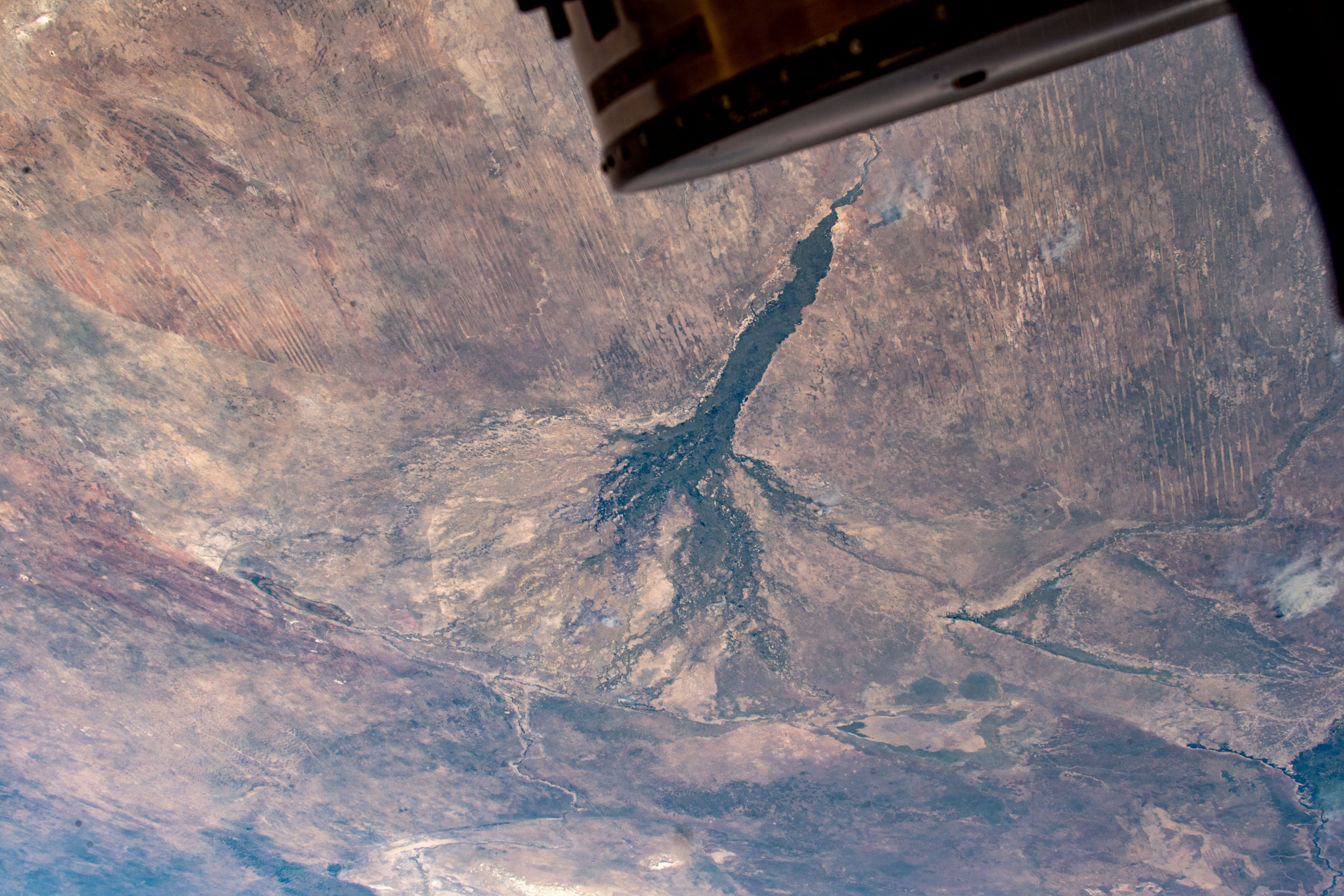
Vista satelital del delta del Okavango

El río Okavango es la corriente principal de la cuenca. Está formado por la confluencia de los ríos Cubango y Cuito, que se originan en la meseta de Bié en el centro de Angola, y que fluyen en dirección sureste. Al Cubango se le une justo encima de su confluencia con el Cuito el río Omatako, que fluye hacia el noreste desde su origen en la región de Damaralandia en el centro de Namibia. El Okavango continúa a través de la franja de Caprivi hasta Botsuana, donde se divide en varios distributarios para formar el delta del Okavango, un gran delta interior que se convierte estacionalmente en una sabana inundada. Tras el delta del Okavango, las aguas de la cuenca entran en una zona de fuerte evaporación, ya dentro de la depresión del desierto del Kalahari.
Una serie de salares se encuentran en los puntos más bajos de la cuenca, incluido el Nwako al sur del delta del Okavango y el vasto Makgadikgadi al sureste del delta. En momentos de gran caudal, el Okavango desemboca en el salar de Nwako a través de los distributarios Xudum y Nhabe para llenar el lago Ngami, un lago salino, y el lago Xau y el extremo occidental del Makgadikgadi a través del distributario río Boteti. La presa de Mopipi se construyó en Boteti para suministrar agua a la mina de diamantes de Orapa.
El aliviadero de Selinda, también conocido como Magweqana, Magwekwana o Magweggana, es un canal distributivo que conecta el delta del Okavango con el río Cuando, afluente del Zambeze. En períodos de agua muy alta en el Okavango, el agua fluye hacia el este, hacia el sistema Cuando-Linyanti. La última vez que esto sucedió fue en agosto de 2009, después de 30 años de sequía. En épocas de crecida en el Kwando, el agua puede fluir hacia el oeste desde Cuando hacia el delta del Okavango, pero a menudo se evapora antes de llegar al delta.
Otros arroyos en la cuenca incluyen el Eiseb, un arroyo intermitente que se origina en Hererolandia y fluye hacia el este hacia el delta del Okavango, y el río Nata, que se origina en el oeste de Zimbabue para desembocar en el extremo oriental del salar de Makgadikgadi.

### Ecología

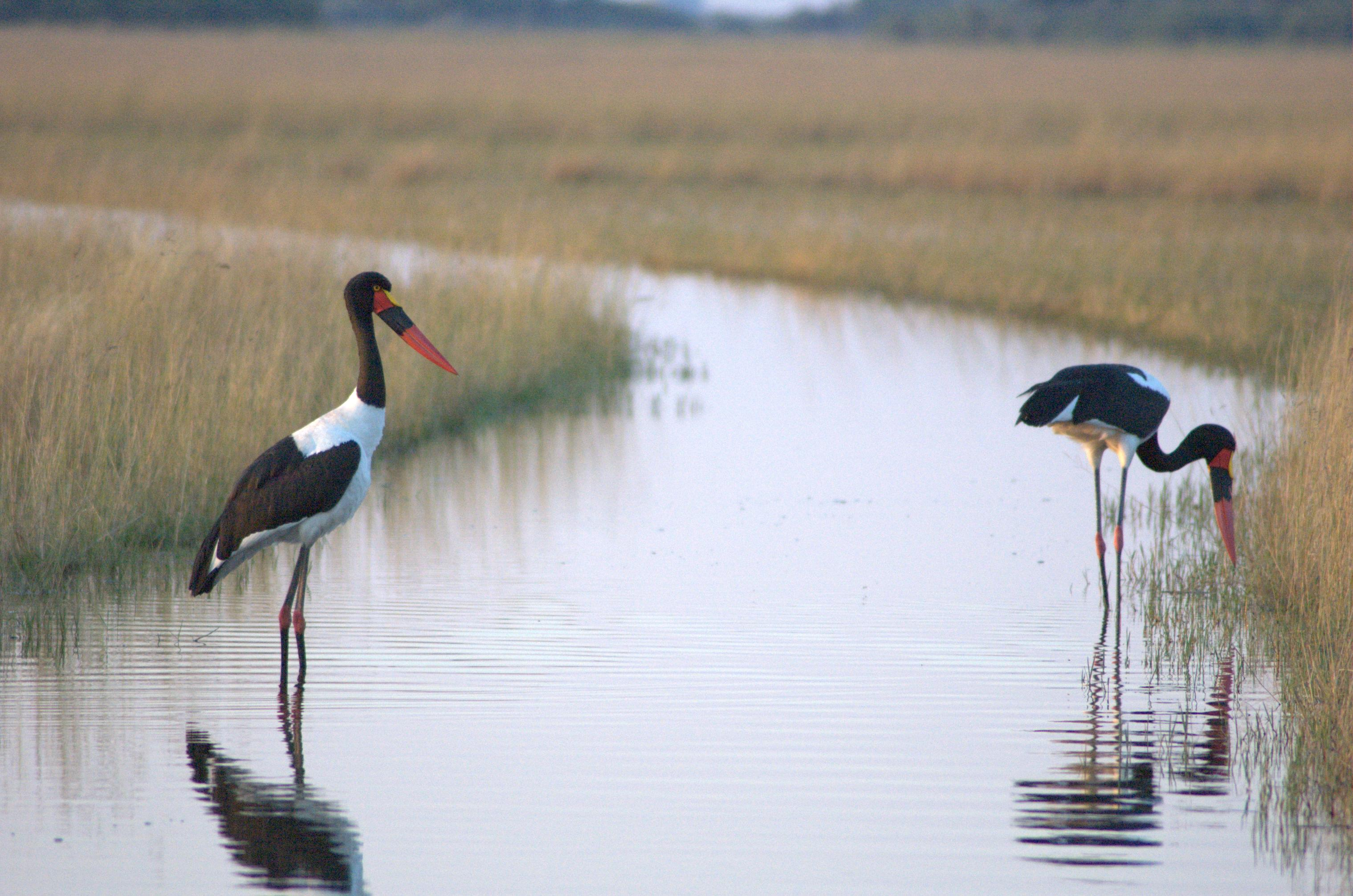
Pareja de jubirúes africanos en el delta del Okavango

A pesar de su aridez, la cuenca alberga una variedad de fauna y flora en suelos conocidos como arenas del Kalahari. La flora autóctona incluye acacias, palo de rosa africano y una gran cantidad de hierbas y pastos. Algunas de las áreas dentro del Kalahari son humedales estacionales, como los salares de Makgadikgadi de Botsuana. Esta zona, por ejemplo, alberga numerosas especies halófilas y, en la temporada de lluvias, es visitada por decenas de miles de flamencos.

## Gestión de recursos hídricos
La fuente de las aguas del delta del Okavango en Angola y Namibia no se ve afectada por ninguna represa río arriba ni por alguna extracción significativa de agua, y los tres estados ribereños han establecido un protocolo en el marco de la Comisión Permanente del Agua de la Cuenca del Río Okavango (OKACOM) para la gestión sostenible de todo el sistema fluvial.